# San Cono
San Cona é uma comuna italiana da região da Sicília, província de Catania, com cerca de 2.959 habitantes. Estende-se por uma área de 6,56 km², tendo uma densidade populacional de 451 hab/km². Faz fronteira com Mazzarino (CL), Piazza Armerina (EN), San Michele di Ganzaria.

## Demografia
| Variação demográfica do município entre 1861 e 2011                               |
|                                                                                   |
| Fonte: Istituto Nazionale di Statistica (ISTAT) - Elaboração gráfica da Wikipedia |